# Каленське
Ка́ленське — село в Україні, у Коростенській міській територіальній громаді Коростенського району Житомирської області. Населення становить 469 осіб (2001).
У XVII сторіччі належало родині Ісаєвичів-Каленських[джерело?].

## Історія
1906 року — село Татарновицької волості Овруцького повіту Волинської губернії. Відстань від повітового міста 36 верст, від волості 6. Дворів 265, мешканців 1248.
12 червня 2020 року, відповідно до розпорядження Кабінету Міністрів України № 711-р «Про визначення адміністративних центрів та затвердження територій територіальних громад Житомирської області», територію та населені пункти Каленської сільської ради включено до складу Коростенської міської територіальної громади Коростенського району Житомирської області.

## Відомі люди
- Калинський Микола Іванович (* 1917) — радянський військовик, учасник Другої світової війни, почесний громадянин Бердичева.